# کادیلاک کاله
کادیلاک کاله (به انگلیسی: Cadillac Calais) خودرویی است که در سال‌های ۱۹۶۵ تا ۱۹۷۶ تولید شده است. طراحی آن خودروهای موتور جلو-محور عقب بوده است.